# Harro Korth
Harro Korth (* 1939 als Jürgen Hartzsch) ist ein deutscher Textdichter.

## Leben
Korth wuchs in einem Vorort von Chemnitz auf. Nach dem Abitur 1957 und einem Studienabschluss 1960 arbeitete er bis 1968 als Lehrer und anschließend bis 1994 in der Elektronischen Datenverarbeitung als Programmierer und Organisator. Von 1958 bis 1978 schrieb er nebenberuflich Liedtexte für Funk, Platte, Verlage und Kapellen.
Sein besonderes Interesse gilt dem Tanzmusikschaffen in Berlin und Leipzig der 1950er bis 1970er Jahre.

## Lieder
- 1960 „Ich glaube an das Glück zu zwein“ (Komponist Kurt Oertel) – Rose-Marie Heimerdinger[1] und das Tanzorchester Berlin, Leitung Günter Gollasch; 1964 Zweitaufnahme mit Klaus Groß und dem Großen Tanzstreichorchester des Deutschlandsenders, Leitung Jürgen Hermann in einem Arrangement des Komponisten
- 1961 „Warum küßt du mich nicht“[2] (Hans-Joachim Schulze) – Fanny Daal und das Orchester Günter Oppenheimer[3][4]
- 1961: „Schwere Stürme – wilde Wogen“ (Hans Hansen) – Hans Lachmann und das Staatliche Tanz- und Unterhaltungsorchester Helmut Opel
- 1961: „Mein Mann ist immer nett zu mir“ (Hans-Joachim Schulze) – Sonja Siewert und das Rundfunk-Tanzorchester Leipzig, Leitung Walter Eichenberg, 2002 veröffentlicht auf einer Porträt-CD Sonja Siewert und Herbert Klein
- 1963: „Ohne dich“ (Werny Engelhardt) – Christel Schulze und das Radio DDR-Unterhaltungsorchester[5]
- 1963: „...aber lieben kann ich nur dich“ (Gerhard Graul) – Petra Böttcher und das Rundfunk-Tanzorchester Leipzig, Leitung Walter Eichenberg[6]
- 1963: „Sag doch du“ (Werny Engelhardt) – Jugendchor Berlin und das Orchester Walter Kubiczeck[7]
- 1963: „Ich hab' das Glück gesehn“ (Fred-Günter Opitz) – Die vier Teddies und das Rundfunk-Tanzorchester Leipzig, Leitung Walter Eichenberg[8]
- 1967: „Über uns strahlt hell der Stern der Liebe“ (Walter Eichenberg)[9] – Monika Hauff und das Orchester Walter Eichenberg[10][11]
- 1968: „Tausend Fragen“ (Jürgen Heider)[12] – Monika Hauff und Klaus-Dieter Henkler und das Tanzorchester des Berliner Rundfunks, Leitung Günter Gollasch[13]
- 1970 „Jeden Sonntag treffen wir uns“ (Wolfgang Gerhardt)[14][15] – Ekkehard Göpelt[16] und das Rundfunk-Tanzorchester Leipzig, Leitung Walter Eichenberg[17]
- 1971 „Liebesbriefe schreiben“ (Eberhard Stoll) – Anne Mehner und das Tanzorchester des Berliner Rundfunks, Leitung Günter Gollasch[18]
- 1972 „Ich seh' überall nur Sonnenschein“ (Eberhard Stoll)[19]